# Émilie du Châtelet
Gabrielle Émilie Le Tonnelier de Breteuil, marquise du Châtelet (Parijs, 17 december 1706 –
Lunéville, 10 september 1749) was een vooraanstaand Frans wiskundige, natuurkundige en schrijfster die mede het gedachtegoed vormgaf dat leidde tot de periode van de Verlichting. Ze vertaalde Principia Mathematica van Isaac Newton in het Frans en voorzag het van commentaar. Deze vertaling is in het Franse taalgebied nog steeds toonaangevend. Ook kwam zij met de eerste correcte formulering {\displaystyle E\propto mv^{2}} voor de kinetische energie. De schrijver Voltaire, een van haar langjarige relaties, noemde haar een grote inspiratie en was het meest productief toen hij met Châtelet was gelieerd. Moderne wetenschappers betogen dat Du Châtelet hem er toe aanzette de vrouwelijke figuren in zijn boeken en stukken op een andere manier te beschrijven dan gebruikelijk: stoer, zelfstandig en moedig. Hij schreef in een brief aan zijn vriend Koning Frederik II van Pruisen dat Du Châtelet "een groot man was wiens enige gebrek was dat ze een vrouw was".

## Jeugd
Haar vader was Louis Nicolas le Tonnelier de Breteuil, de eerste secretaris en introducteur des Ambassadeurs van koning Lodewijk XIV van Frankrijk. Door zijn positie aan het hof beschikte de familie over een groot prestige.
Onder haar vaders kennissen bevond zich Fontenelle, de vaste secretaris van de Franse Académie des Sciences. Émilies vader erkende haar begaafdheid en liet Fontenelle langskomen om met zijn tienjarige dochter over sterrenkunde te spreken.

## Huwelijk
Op 20 juni 1725 huwde ze de markies Florent-Claude du Châtelet en werd daardoor de Marquise du Châtelet. Zoals veel huwelijken onder de adel was dit huwelijk gearrangeerd. De echtgenoten hadden weinig gemeen, maar hielden zich aan de fatsoensnormen. Na drie kinderen ter wereld te hebben gebracht, vond Émilie dat zij haar huwelijkse plichten had vervuld. Ze kwam met haar echtgenoot overeen dat ze gescheiden levens konden leiden binnen een huishouden. De markies was een militair en gouverneur van Semur-en-Auxois in Bourgondië.

## Belangstelling voor Newton

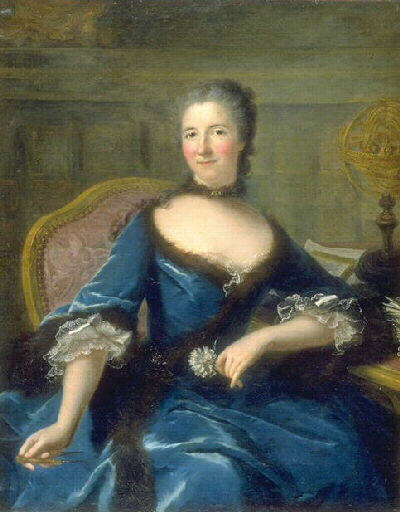
Du Châtelet door Marianne Loir omstreeks 1748

Op haar vierentwintigste kreeg Émilie du Châtelet een verhouding met de hertog van Richelieu. De hertog stelde belang in literatuur en filosofie en Châtelet was een van de weinige vrouwen met wie hij op zijn eigen niveau kon converseren. Ze las elk belangrijk boek, bezocht regelmatig de schouwburg en genoot van intellectueel debat. Châtelet zei dat ze nieuwsgierig was naar de werken van Isaac Newton en Richelieu moedigde haar aan om lessen in de hogere wiskunde te nemen. Moreau de Maupertuis, lid van de Academie des Sciences, werd Châtelets leraar in meetkunde. Hij was wis-, sterren- en natuurkundige en een voorvechter van Newtons theorieën, die destijds in de Academie onderwerp van felle discussie waren.
Châtelet ontmoette Voltaire toen hij was teruggekeerd uit zijn ballingschap in Londen. Ze nodigde hem uit bij haar te komen wonen in Cirey-sur-Blaise in Haute-Marne, waar hij jarenlang verbleef. In die periode studeerde ze natuur- en wiskunde en publiceerde ze wetenschappelijke artikelen en vertalingen. Volgens Voltaires brieven aan vrienden en hun commentaren op elkaars werk, woonden ze samen met veel wederzijdse sympathie en respect. Hij vergezelde haar naar Brussel, dat van 1739 tot 1743 hun uitvalsbasis was vanwege een proces tegen Frans Arnold van Hoensbroeck over het bezit van Beringen en Ham, dat Châtelet behartigde namens haar echtgenoot. De uitspraak kwam er pas in 1747.

## Overlijden
Toen Châtelet vroeg in de veertig was, kreeg ze een relatie met de dichter Jean-François de Saint-Lambert, van wie ze zwanger werd. In een brief aan een vriend(in) sprak ze haar angst uit, dat ze door haar gevorderde leeftijd deze zwangerschap niet zou overleven. Ze bracht haar kind ter wereld, maar stierf zes dagen later aan een embolie op 42-jarige leeftijd.

## Wetenschappelijk werk

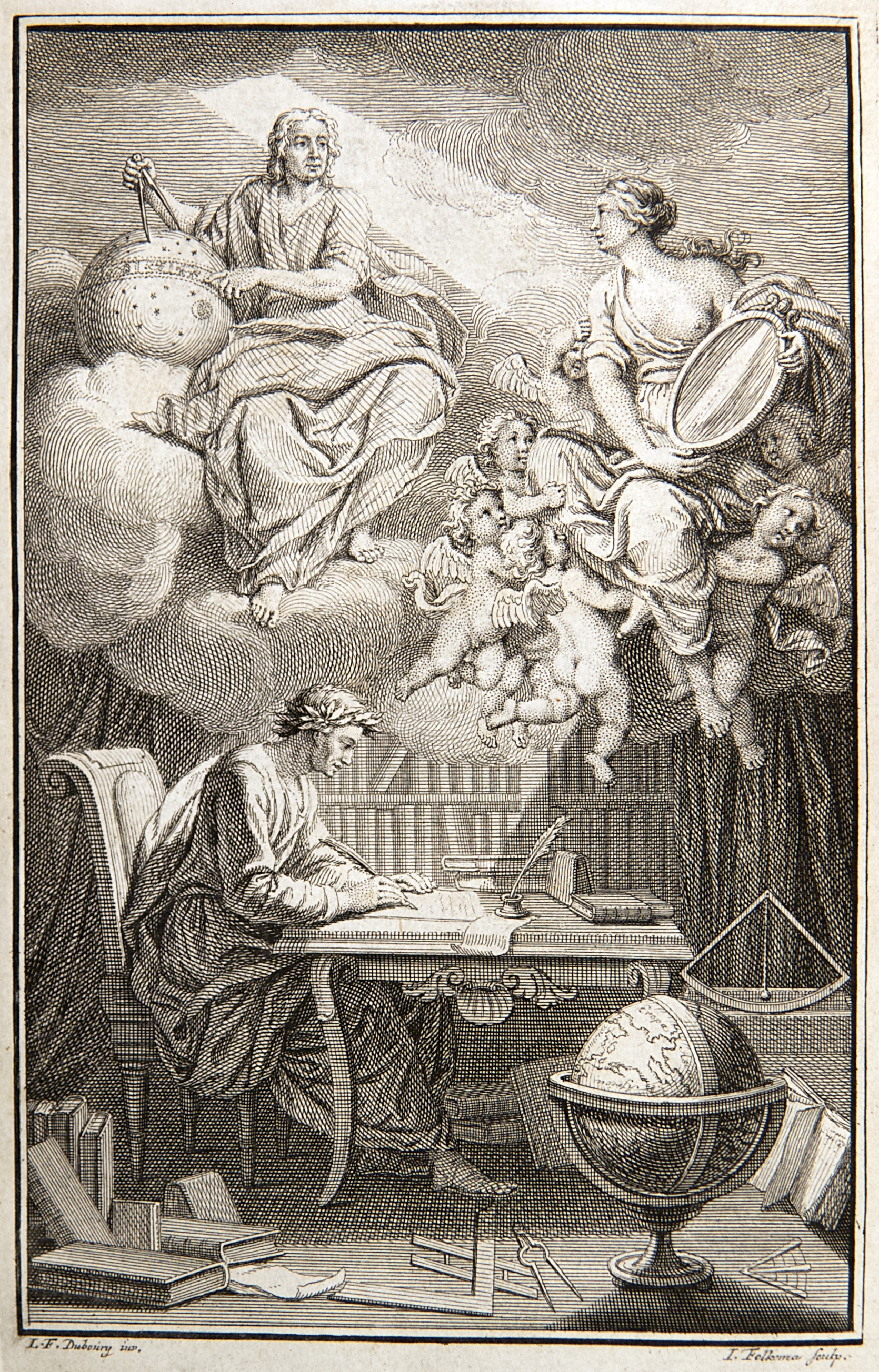
Op de voorpagina van haar vertaling van Newton wordt Du Châtelet afgebeeld als de inspiratiebron van Voltaire, die het licht van Newtons hemelse inzichten met een spiegel aan Voltaire op aarde doorgeeft.

- In 1737 publiceerde Châtelet het artikel Dissertation sur la nature et la propagation du feu, over haar onderzoek naar vuur. Hierin beschreef ze wat tegenwoordig infrarode straling heet.
- Haar boek Institutions de Physique (“Lessen in de natuurkunde”) verscheen in 1740 en diende zich aan als een overzicht van nieuwe denkbeelden in wetenschap en wijsbegeerte voor haar dertienjarige zoon. Maar in dit boek trachtte Châtelet ingewikkelde theorieën te verzoenen, zoals die van Gottfried Leibniz met de experimentele waarnemingen van Willem Jacob 's Gravesande. Ze toonde aan dat de energie van een bewegend voorwerp niet evenredig is met zijn snelheid, zoals tot dan gedacht werd door onder meer Newton en Voltaire, maar evenredig is met het kwadraat van zijn snelheid, dus {\displaystyle E\propto mv^{2}}. (In de klassieke mechanica is de juiste formule {\displaystyle E_{k}={\tfrac {1}{2}}mv^{2}}, met {\displaystyle E_{k}} de kinetische energie van een voorwerp, {\displaystyle m} zijn massa en {\displaystyle v} zijn snelheid.).
- In het jaar van haar overlijden voltooide ze haar meesterwerk: de Franse vertaling met eigen commentaar van de Principia Mathematica van Newton. Ze voegde haar afleiding van de wet van behoud van energie toe. Tot op heden is deze vertaling de standaard in het Franse taalgebied.

### Modern oordeel
Moderne biografen en historici leggen een verband tussen het beginsel {\displaystyle E\propto mv^{2}}, het eerst gezien door Du Châtelet, en de formule van Einstein {\displaystyle E=mc^{2}} met {\displaystyle c} de lichtsnelheid meer dan 150 jaar later.. Het principe van Du Châtelet is een correcte uitdrukking voor de kinetische energie in de klassieke mechanica en de tweede term in de reeksontwikkeling van de massa-energierelatie van Einstein.

## Publicaties
- Institutions de Physique, Paris, 1740, in-8°
- Analyse de la philosophie de Leibniz, 1740
- Réponse à la lettre de Mairan sur la question des forces vives, Bruxelles, 1741, in-8°
- Dissertation sur la nature et la propagation du feu, Paris, 1744, in-8°
- Principes de Newton, vertaling uitgegeven door Clairaut, 1756, met lofrede door Voltaire.
- Principes mathématiques de la philosophie naturelle, vertaling van Newton, Paris, 1766, vol. 1, vol. 2
- Discours sur le bonheur, 1779
- Doutes sur les religions révélées, opgedragen aan Voltaire (Paris, 1792, in-8°)
- Opuscules philosophiques et littéraires, 1796
- De l’Existence de Dieu, (gedrukt aan het eind van een brievenuitgaven uit 1806, Imprimerie N. Xhrouet). Onuitgegeven brieven aan Charles-Augustin de Ferriol d'Argental, Paris, 1782 ; Paris, 1806, in-12; Paris, 1818, in-8, éditées par Eugène Asse, Paris, 1878, in 12.

## Vernoemd
- Een krater op Venus werd naar haar vernoemd.
- Émilie is een opera van de Finse componiste Kaija Saariaho naar het leven van Émilie du Châtelet.

### Engelstalige links
- (en)  Guardian Unlimited, "The scientist whom history forgot."
- (en)  A love story – Voltaire and Émilie meet, visitvoltaire.com, 11 december 2006.
- Fara, Patricia, Love in the Library (2006-06-10).
- (en)  Émilie du Châtelet, Biographies of Women Mathematicians, Agnes Scott College
- (en)  Gabrielle Émilie Le Tonnelier de Breteuil Marquise du Châtelet: Biografie op University of St Andrews History of Mathematics archive.
- (en)  National Public Radio Morning Edition, November 27, 2006: Passionate Minds
- (en)  Women Scientists Today Link naar Canadian Broadcasting Company radio interview met de schrijver David Bodanis.
- (en)  Object Lesson / Objet de Lux Artikel over Émilie du Châtelet uit Cabinet (magazine)
- (en)  The Portraits of Émilie du Châtelet at MathPages
- (en)  Tentoonstelling over Émilie du Châtelet op de Universiteit van Parijs 12, 18 oktober – 16 december 2006

### Franstalige links
- (fr)  Exposition virtuelle "Le siècle des Lumières : un héritage pour demain" Bibliothèque nationale de France, tentoonstelling over de Verlichting
- (fr)  Le château de Cirey, Voltaire et Émilie du Châtelet: Het kasteel
- (fr)  XVIIIème siècle – Voltaire au château de Cirey chez la marquise du Châtelet, château de Cirey
- (fr)  Site de l’exposition Émilie du Châtelet qui s’est tenue à l’Université Paris 12, du 18 octobre au 16 décembre 2006. Tentoonstelling
- (fr)  Élisabeth Badinter, Émilie du Châtelet et Louise d’Épinay, 1 maart 2006
- (fr)  Émilie du Châtelet, zut, on a encore oublié Madame Lavoisier
- (fr)  L’Institut Émilie du Châtelet is het eerste Franse onderzoekscentrum voor vrouwenstudies.
- (fr)  Presentatie van Principia van Isaac Newton door de Marquise du Châtelet, tekst en analyse op site BibNum.

- Bibsys: 90598203
- Biblioteca Nacional de Chile: 000405362
- Biblioteca Nacional de España: XX1088760
- Bibliothèque nationale de France: cb12100770q (data)
- Catàleg d'autoritats de noms i títols de Catalunya: 981058512133206706
- CiNii: DA02682717
- Gemeinsame Normdatei: 118681028
- International Standard Name Identifier: 0000 0000 8344 7828
- Library of Congress Control Number: n50051708
- Bibliotheek van het Japanse parlement: 00620600
- Nationale Bibliotheek van Tsjechië: jx20070504001
- Nationale bibliotheek van Australië: 35853201
- Nationale Bibliotheek van Israël: 987007260391005171
- Nationale Bibliotheek van Polen: a0000001229428
- Nederlandse Thesaurus van Auteursnamen: 069142890
- Istituto Centrale per il Catalogo Unico: LO1V132673
- LIBRIS: 250386
- SNAC: w6gn91dx
- Système universitaire de documentation: 029365430
- Trove: 1116530
- Virtual International Authority File: 76345646
- WorldCat: E39PCjHvHVGC8TvhvmQPdFvjFq